# Budapest Honvéd FC
Budapest Honvéd FC é uma agremiação esportiva da Hungria, fundada em 3 de agosto de 1909, notabilizada por seu mitológico time do final da década de 1940 e primeira metade da década de 1950.  Já possuiu os seguintes nomes: Kispesti FC, Kispesti AC, Budapesti Honvéd SE, Kispesti Honvéd FC.Os 3 maiores artilheiros da história do clube são: Lajos Tichy com 635 gols em 539 partidas, Ferenc Puskás com 467 gols em 400 partidas e Sandor Kocsis com 387 gols em 220 partidas.

## História
Foi criado, em 1909, sob o nome de Kispesti AC na cidade de Budapeste, suas cores são o preto e o vermelho.
Seu nome significa "defesa da Pátria". Originalmente formado como Kispest AC, mudou para Kispest FC, em 1926, antes de voltar ao nome original, em 1944.
A equipe teve uma época de ouro na década de 1950, quando foi rebatizada Budapest Honvéd SE e se tornou o time do exército húngaro. Os melhores jogadores surgiram a partir dessa época. Ferenc Puskás, Sándor Kocsis, József Bozsik e Zoltán Czibor formaram o núcleo da lendária equipe conhecida como Mágicos Magiares. Essa formação conquistou o campeonato húngaro quatro vezes na década de 1950.
Durante a década de 1980 e início de 1990 o time vivenciou outro período de sucesso, ganhando mais oito campeonatos húngaros. Venceu o certame nacional e a Copa da Hungria em 1985 e 1989. Em 1991, o clube foi renomeado Kispest Honvéd FC e passou a adotar seu nome atual em 2003. Venceu seu último campeonato nacional na temporada 2016-17
Quando o clube foi originalmente formado, em 1909, também foram organizados departamentos de esgrima, ciclismo, ginástica, lutas, atletismo, boxe e tênis. Mais tarde, a família Honvéd foi estendida para a inclusão do Polo aquático, agora conhecido como Groupama Honvéd. O time de basquete já se sagrou campeão 33 vezes e o elenco do handebol foi campeão europeu em 1982.
Possui um estádio para 15.000 torcedores que se chama Estádio József Bozsik.

### Kispest AC
O time apareceu em 10 de agosto de 1908 como Kispesti Atlétikai Club pelo Dr. Bálint Varga, um professor. No entanto, os primeiros membros não concordaram com um clube de constituição até 3 de agosto de 1909, data reconhecida como a da fundação do time. Quando foi originalmente formado, Kispest ainda era uma vila, que não fazia da cidade de Budapeste. Durante as três primeiras décadas de sua existência, o clube era pouco mais que uma equipe de vila e conquistou somente um sucesso moderado, ganhando uma Copa da Hungria em 1926. Durante a década de 1930, a equipe incluiu Rezső Rozgonyi e Rezső Somlai que representaram a Hungria na Copa do Mundo de 1934. Ferenc Puskás I, pai de Ferenc Puskás, também atuou como atleta. Viria a se tornar o treinador na década de 1940.

### Budapesti Honvéd SE
Em 1943, Ferenc Puskás e József Bozsik estrearam no Kispest FC. Entre 1947 e 1948, o clube foi treinado pelo lendário treinador húngaro Béla Guttman. No entanto, a era de ouro começou realmente em 1949, quando foi assumido pelo Ministério da Defesa da Hungria e tornou-se o time do exército húngaro. O homem por trás da aquisição foi Gusztáv Sebes, o treinador da seleção. Sebes foi inspirado pelo Wunderteam austríaco e a Itália, equipe que ganhou a Copa do Mundo em 1934. Sebes queria um sistema semelhante na Hungria.
Em janeiro de 1949, quando a Hungria tornou-se um estado comunista, a nacionalização resultantes dos clubes de futebol deu a Sebes a oportunidade. Os dois maiores clubes da Hungria na época eram Ferencváros e o MTK Hungária FC. No entanto, enquanto a polícia secreta, a ÁVH assumiu o MTK, o Ferencváros foi considerado inadequado por causa de suas tradições de direita nacionalista. Sebes voltou-se para o Kispesti AC. O nome Kispest foi abandonado, visto que a vila foi absorvida pelo Distrito XIX de Budapeste. O clube foi rebatizado Budapesti Honvéd SE. Seu nome deriva de Honvédség, o nome do Exército húngaro, e a palavra Honvéd, que literalmente significa defensor da pátria, também é utilizada para se referir a um exército privado.

### Os Mágicos Magiares
O Kispest AC já contava com Ferenc Puskás e József Bozsik. Foram recrutados Sándor Kocsis, Zoltán Czibor e László Budai, do Ferencváros, Gyula Lóránt, do Vasas, e o goleiro Gyula Grosics. Sebes foi efetivamente capaz de utilizar o Honvéd como um projeto de treinamento para a equipe nacional. Durante o início da década de 1950, esses jogadores formaram a espinha dorsal dos lendários Mágicos Magiares, ajudando a Hungria se tornar campeã olímpica em 1952, Campeã da Europa Central, em 1953, além de derrotar a Inglaterra duas vezes e chegar à final da Copa de 1954.

### Taça dos Campeões Europeus
O time ganhou a Liga Húngara em 1949-1950, 1950, 1952, 1954 e 1955. A reputação do clube se propagou pelo mundo. Em 13 de dezembro de 1954, o time enfrentou amistosamente o poderoso Wolverhampton Wanderers F.C.. O Honvéd vencia por 2-0 até o intervalo, mas acabou perdendo por 3-2. Também capitulou diante do Estrela Vermelha de Belgrado, então sétimo no campeonato iugoslavo. Jogos festivos como esses levaram à criação da Taça dos Campeões Europeus em 1955.
Em 1956, o Honvéd qualificou-se para a segunda Taça dos Campeões Europeus e na primeira fase enfrentou o espanhol Athletic Bilbao. Os húngaros perderam fora por 3-2, mas antes do jogo em casa ser realizado, a Revolução Húngara caíra ante à invasão soviética. Os jogadores decidiram não voltar para a Hungria e pediram que a partida de volta fosse disputada no Estádio Heysel, em Bruxelas. Porém, no início do jogo o goleiro Honvéd se contundiu e, como não eram permitidas substituiões, Zoltán Czibor teve que ir para a meta. Apesar do placar de 3-3, o time foi eliminado por 6-5 no placar agregado.

## Títulos

### Nacionais
- Campeonato Húngaro: 14

(1949/50, 1950, 1952, 1954, 1955, 1979/80, 1983/84, 1984/85, 1985/86, 1987/88, 1988/89, 1990/91, 1992/93 e 2016/17).
- Copa da Hungria: 7

(1925/26, 1964, 1984/85, 1988/89, 1995/96, 2006/07 e 2008/09).

### Internacionais
- Troféu Cidade de Vigo

(AMISTOSO): 1
(1974).
- Copa Mitropa*

 1
(1959).
- Torneio originalmente organizado por um comitê liderado por Hugo Meisl e as federações nacionais participantes.[2][3]